# 贝特塔
贝特塔，是西班牙卡斯蒂利亚-拉曼恰昆卡省的一个市镇。总面积115平方公里，总人口432人（2001年），人口密度4人/平方公里。